# 53 de filme maghiare
53 de filme maghiare (în maghiară 53 magyar film) este o listă de filme realizată de membrii Academiei Maghiare de Arte (în maghiară Magyar Művészeti Akadémia). Lista conține 53 de filme maghiare de lungmetraj care sunt considerate cele mai bune.
Lista a fost creată în 2012, la inițiativa regizorului Sándor Sára, membru al consiliului de administrație al Academiei, când a propus votarea a 52 de filme maghiare considerate cele mai durabile, memorabile și valoroase. Spre deosebire de alte liste mai scurte, de obicei cu zece sau douăsprezece filme, utilizate în arta cinematografică, s-a dorit realizarea unei imagini cât mai nuanțate, cu o selecție mai largă, astfel încât membrii Academiei au trebuit să voteze 52 de lucrări din toate lungmetrajele enumerate de la început până în zilele noastre. Datele primite au fost adunate și, întrucât pe ultimul loc a fost o egalitate,  a fost făcută publică în cele din urmă o listă de 53 de filme.
Filmele din listă au fost grupate în opt blocuri tematice și proiectate la Teatrul Național de Film „Urania”, în cluburile de film și în rețeaua de cinematografe de artă rurală. Pentru ca filmele să fie cunoscute de o cât mai largă gamă posibilă de cinefili, proiecțiile cinematografice au fost urmate de discuții în cluburile de film. Televiziunea ungurească „Duna” i-a dedicat, de asemenea, o emisiune săptămânală de artă.

## Lista
| Loc | Titlul original                    | Traducere românească              | Regizor                       | Premiera |
| --- | ---------------------------------- | --------------------------------- | ----------------------------- | -------- |
| 1.  | 80 huszár                          | 80 de husari                      | Sándor Sára                   | 1978     |
| 2.  | A kis Valentino                    | —                                 | András Jeles                  | 1979     |
| 3.  | A ménesgazda                       | Gazda hergheliei                  | András Kovács                 | 1978     |
| 4.  | A tanú                             | Martorul                          | Péter Bacsó                   | 1969     |
| 5.  | A tizedes meg a többiek            | Caporalul și ceilalți             | Márton Keleti                 | 1965     |
| 6.  | Amerikai anzix                     | Carte poștală din America         | Gábor Bódy                    | 1975     |
| 7.  | Angi Vera                          | Vera Angi                         | Pál Gábor                     | 1978     |
| 8.  | Árvácska                           | Fiica nimănui                     | László Ranódy                 | 1976     |
| 9.  | Az én XX. századom                 | Secolul meu, al XX-lea            | Ildikó Enyedi                 | 1989     |
| 10. | Az ötödik pecsét                   | A cincea pecete                   | Zoltán Fábri                  | 1976     |
| 11. | Bakaruhában                        | Seducător                         | Imre Fehér                    | 1957     |
| 12. | Csillagosok, katonák               | Stele pe capace                   | Miklós Jancsó                 | 1967     |
| 13. | Csontváry                          | —                                 | Zoltán Huszárik               | 1980     |
| 14. | Édes Anna                          | Édes Anna                         | Zoltán Fábri                  | 1958     |
| 15. | Egy magyar nábob – Kárpáthy Zoltán | Un nabab maghiar                  | Zoltán Várkonyi               | 1966     |
| 16. | Eldorádó                           | El Dorado                         | Géza Bereményi                | 1988     |
| 17. | Emberek a havason                  | Oameni acoperiți de omăt          | István Szőts                  | 1942     |
| 18. | Ének a búzamezőkről                | Cântând despre lanurile de grâu   | István Szőts                  | 1947     |
| 19. | Feldobott kő                       | O piatră a fost aruncată în sus   | Sándor Sára                   | 1968     |
| 20. | Filmregény - Három nővér           | Roman de film - Trei surori       | István Dárday                 | 1977     |
| 21. | Fotográfia                         | Chip                              | Pál Zolnay                    | 1972     |
| 22. | Hannibál tanár úr                  | Intervenția profesorului Hannibal | Zoltán Fábri                  | 1956     |
| 23. | Ház a sziklák alatt                | Locuință sub stâncă               | Károly Makk                   | 1958     |
| 24. | Hideg napok                        | Zile reci                         | András Kovács                 | 1966     |
| 25. | Holt vidék                         | Peisaj mort                       | István Gaál                   | 1971     |
| 26. | Húsz óra                           | Douăzeci de ceasuri               | Zoltán Fábri                  | 1965     |
| 27. | Hyppolit, a lakáj                  | Hyppolit, lacheul                 | István Székely                | 1931     |
| 28. | Ismeri a szandi mandit?            | Știi de duminică pînă luni ?      | Lívia Gyarmathy               | 1969     |
| 29. | Jutalomutazás                      | Călătorie de recompensă           | István Dárday                 | 1974     |
| 30. | Két félidő a pokolban              | Două jumătăți în iad              | Zoltán Fábri                  | 1961     |
| 31. | Körhinta                           | Călușeii                          | Zoltán Fábri                  | 1955     |
| 32. | Liliomfi                           | Liliomfi                          | Károly Makk                   | 1955     |
| 33. | Ludas Matyi                        | —                                 | Kálmán Nádasdy, László Ranódy | 1949     |
| 34. | Magyarok                           | Maghiarii                         | Zoltán Fábri                  | 1978     |
| 35. | Megáll az idő                      | Timpul se oprește pe loc          | Péter Gothár                  | 1981     |
| 36. | Mephisto                           | Mefisto                           | István Szabó                  | 1981     |
| 37. | Napló gyermekeimnek                | Un jurnal pentru copiii mei       | Márta Mészáros                | 1982     |
| 38. | Nárcisz és Psyché                  | Narcis și Psyche                  | Gábor Bódy                    | 1980     |
| 39. | Oldás és kötés                     | Lumină pe chip                    | Miklós Jancsó                 | 1963     |
| 40. | Pacsirta                           | Drama Ciocârliei                  | László Ranódy                 | 1963     |
| 41. | Redl ezredes                       | Colonelul Redl                    | István Szabó                  | 1984     |
| 42. | Régi idők focija                   | Fotbalul de pe vremuri            | Pál Sándor                    | 1973     |
| 43. | Sátántangó                         | Tango diabolic                    | Béla Tarr                     | 1994     |
| 44. | Sodrásban                          | Vârtej                            | István Gaál                   | 1963     |
| 45. | Szegénylegények                    | Săracii băieți                    | Miklós Jancsó                 | 1965     |
| 46. | Szerelem                           | Iubire                            | Károly Makk                   | 1970     |
| 47. | Szindbád                           | Sindbad                           | Zoltán Huszárik               | 1971     |
| 48. | Szirmok, virágok, koszorúk         | Petale, flori, coroane            | László Lugossy                | 1984     |
| 49. | Talpalatnyi föld                   | O grămadă de pământ               | Frigyes Bán                   | 1948     |
| 50. | Te rongyos élet                    | E o viață al naibii               | Péter Bacsó                   | 1983     |
| 51. | Tízezer nap                        | Zece mii de zile                  | Ferenc Kósa                   | 1965     |
| 52. | Valahol Európában                  | Undeva în Europa                  | Géza von Radványi             | 1947     |
| 53. | Woyzeck                            | —                                 | János Szász                   | 1994     |